# Зафир Стефанов
Зафир (Захари) Стефанов (Степанов) Христов  е български революционер и опълченец (1877 – 1878) от Македония.

## Биография
Роден е около 1851 година в Дебър, тогава в Османската империя, днес в Северна Македония.
Участва като доброволец в Сръбско-турската война в 1876 година. Следващата година постъпва в Българското опълчение и на 29 април 1877 година е зачислен в IV дружина, IV рота, преномерирана по-късно във III рота. Ранен е в боевете за прохода Шипка през август. Оздравява на 11 ноември 1877 година. През януари 1878 година се изяввява във военните действия в Котленския Балкан. По-късно е преведен в I дружина на продоволствие. Напуска на 10 юни 1878 година и заминава за София.
Награден е със Знака за отличие на военния орден „Св. Георги“ IV степен за участието си в Шипченската битка.
След Освобождението живее в село Влахлар (днес Долище), Крушово и Тестеджи (днес Житница), Варненско. 
Умира на 25 юли 1909 година в село Влахлар.